# Mons Ampère
Der Mons Ampère ist der Berg auf dem Erdmond, der 1935 nach dem französischen Physiker André-Marie Ampère benannt wurde. Er liegt am Rand der Montes Apenninus, südöstlich des kleinen Kraters Huygens über der Ebene des Mare Imbrium und hat einen Durchmesser von rund 30 km.